# باتريك زامزايك
باتريك زامزايك (بالهولندية: Patrick Zwaanswijk)‏ (17 يناير 1975 في هارلم في هولندا – )؛ هو لاعب كرة قدم سابق كان يلعب كمدافع.

## وصلات خارجية
- باتريك زامزايك على موقع رابطة كرة القدم اليابانية للمحترفين (اليابانية)
- باتريك زامزايك على موقع قاعدة بيانات كرة القدم.إي يو (الإنجليزية)
- باتريك زامزايك على موقع Soccerway.com (الإنجليزية)
- باتريك زامزايك على موقع عالم كرة القدم.نت (الإنجليزية)